# Friedrich Roese
Friedrich Roese (* 21. Oktober 1879 in Eisenach; † 9. November 1966 in Hameln) war ein deutscher General der Infanterie und Chef der Heeresmuseen im Zweiten Weltkrieg.

## Leben
Friedrich Roese trat 1898 in das 1. Ober-Elsässisches Infanterie-Regiment Nr. 167 der Königlich Preußischen Armee ein, wurde am 1. Januar 1899 vom Sekondeleutnant zum Leutnant umgeschrieben und am 10. September 1908 zum Oberleutnant befördert. Nach seiner Generalstabsausbildung 1909 an der Preußischen Kriegsakademie in Berlin war er ab 1911 Regimentsadjutant beim 4. Hannoversches Infanterie-Regiment Nr. 164 in Hameln und wurde am 27. Januar 1913 zum Hauptmann befördert. Im Jahr 1914 war er unter Generalmajor Viktor Bausch Adjutant der in Metz stationierten 66. Infanterie-Brigade und wurde in der Folge im Verlauf des Ersten Weltkrieges in verschiedenen Generalstabspositionen verwendet. Friedrich Roese wurde am 15. Juli 1918 zum Major befördert, nach Kriegsende 1919 in das vorläufige Reichsheer übernommen, war beim Reichswehr-Infanterie-Regiment 13 der Reichswehr-Brigade 7 und wechselte dann am 1. Oktober 1920 zum 18. Infanterie-Regiment, wo er im Stab des III. Bataillons in Bückeburg eingesetzt wurde.
Im Jahr 1924 wurde Friedrich Roese in den Stab der 2. Division der Reichswehr nach Stettin versetzt, am 1. April 1925 zum Oberstleutnant befördert und 1926 nach Paderborn in den Regimentsstab des 18. Infanterie-Regimentes versetzt. Am 1. November 1928 wurde er in der Nachfolge von Oberst Fedor von Bock zum Kommandeur vom 4. (Preußischen) Infanterie-Regiment in Deutsch Krone ernannt und am 1. März 1929 zum Oberst und am 1. April 1932 zum Generalmajor befördert.
Am 30. September 1932 gab er sein Kommando an seinen Nachfolger Oberst Adolf Strauß ab und wurde aus dem aktiven Dienst verabschiedet.
Am 1. Oktober 1935 trat er nach dem Aufbau der Wehrmacht als Generalmajor wieder in den aktiven Dienst, wurde am 15. Oktober 1935 in der Nachfolge von Generalmajor Adolf Strauß zum Inspekteur der Infanterie (In 2) im Reichskriegsministerium (RKM) ernannt und am 1. April 1937 zum Generalleutnant befördert. Am 1. Mai 1938 übernahm Generalmajor Eugen Ott seine Nachfolge. Generalleutnant Roese wurde zur Verfügung des Oberbefehlshabers des Heeres gestellt und unter Verleihung des Charakters eines Generals der Infanterie am 30. Juni 1938 aus dem aktiven Dienst verabschiedet.
Am 1. Juli 1938 wurde Friedrich Roese erneut zur Verfügung des Heeres gestellt und wurde nun zum Chef der Heeresmuseen (Chef Heer Mus) ernannt, die als nachgeordnete Dienststelle des Oberkommandos des Heeres (OKH) in der Kommandostruktur unter dem Chef der Heeresrüstung und Befehlshaber des Ersatzheeres (Chef H Rüst u BdE; 31. August 1939 bis 20. Juli 1944 General Friedrich Fromm, 21. Juli 1944 bis April 1945 Reichsführer SS Heinrich Himmler) dem Allgemeinen Heeresamt (AHA; 15. Februar 1940 bis 20. Juli 1944 General Friedrich Olbricht) zugeordnet war. Am 21. Juni 1939 ordnete Adolf Hitler die Übernahme der Heeresmuseen in Berlin, Dresden und München durch die Wehrmacht an, die, durch den Ausbruch des Krieges verzögert, am 23. März 1940 erfolgte.
Mit der Mobilmachung wurde er wieder in den aktiven Dienst einberufen und zum Inspekteur der Infanterie (In 2) beim Befehlshaber des Ersatzheeres (BdE) ernannt, wobei der Direktor des Berliner Zeughauses Konteradmiral Hermann Lorey für diesen Zeitraum die Aufgaben des Chefs der Heeresmuseen übernahm. Friedrich Roese wurde er am 1. Februar 1942 zum General der Infanterie z.V. befördert, am 1. Mai 1942 von seinem Posten entbunden und am 31. Juli 1942 endgültig aus dem aktiven Dienst verabschiedet.
In seiner Nachfolge als Chef der Heeresmuseen wurde in der Zeit vom 1. Oktober 1943 bis zum Kriegsende am 8. Mai 1945 der vormalige Chef der Kommandantur der Befestigungen bei Königsberg und Kommandant der Befestigungen von Ostpreußen Generalleutnant Albrecht Brand (1888–1969) eingesetzt.
Friedrich Roese lebte nach dem Krieg mit seiner Ehefrau Käthe (1884–1973), geborene Köhler, in Hameln und wurde auf dem Garnisonsfriedhof Hameln beigesetzt.